# Amphixystis colubrina
Amphixystis colubrina är en fjärilsart som beskrevs av Edward Meyrick 1914. Amphixystis colubrina ingår i släktet Amphixystis och familjen äkta malar.
Artens utbredningsområde är Malawi. Inga underarter finns listade i Catalogue of Life.